# 白鷹山

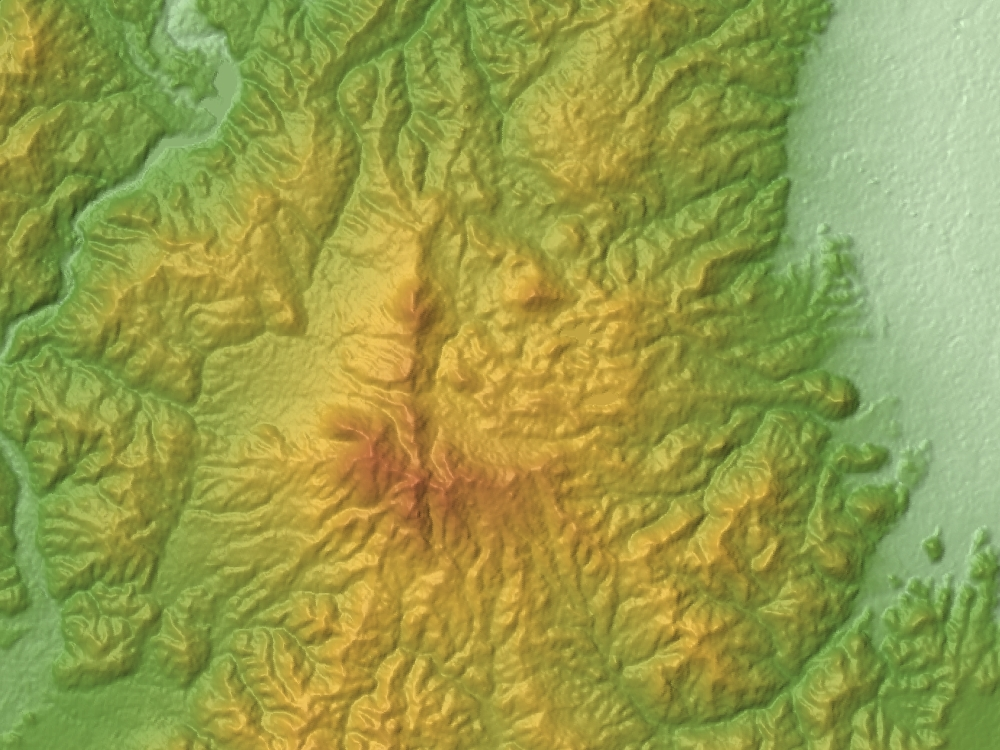
白鷹火山の地形図

白鷹山（しらたかやま）は山形県西置賜郡白鷹町、東村山郡山辺町、南陽市の市町境上にある火山。100 - 80万年前に活動。標高994m。

## 概要
白鷹丘陵の主峰であり、輝石安山岩ないしデイサイトで形成された火山体で、周辺には岩屑なだれの堆積物が分布している。山頂から山腹にかけて溶岩、溶岩ドーム、火砕流・軽石流堆積物、火砕岩などが分布している。北東部には崩壊カルデラがあり、北東約9km余りにのびている。
白鷹山は、地元の住民にとっては、農業・養蚕の神として山岳信仰の対象とされたとするのが通説である。但し、江戸時代後期の白鷹山を取り扱う、米沢領内の名所などを紹介する「米沢事跡考」（元文6年（1736年））や「米沢地名選」（文化6年（1809年））などでは蚕神信仰について触れていないので、蚕神信仰は少なくともこれらの著作成立以降であるとする考察もある。山頂には、日本五大虚空蔵のひとつとされる「福満大虚空蔵尊」がある。

## 歴史
白鷹山の歴史は、奈良時代から始まる。高僧行基がこの地を訪れた時、白い鷹が飛来し、そこに虚空蔵菩薩が顕現したという。そこで山頂に虚空蔵菩薩を祀り、この山を「白鷹山」と命名したという伝説がある。白い鷹の棲む霊山として信仰を集めたのである。また、冬に雪を抱いた姿が羽を広げた鷹に見えることから名付けられた説もある。
麓の白鷹峠は、米沢に領した伊達氏、上杉氏にとっては重要な交通路であり、関ヶ原の戦いと同時期に行われた慶長出羽合戦では凄絶な退却戦の舞台となった。
江戸時代には、米沢城東北の鬼門守護として米沢藩より大切にされた。倹約経営で有名な米沢藩主、上杉治憲（上杉鷹山）の「鷹山」という隠居後の号は、白鷹山から採られたとされる。

## その他
山頂近くには、国土交通省白鷹無線中継所、山形県防災行政無線白鷹局、気象庁の雨量観測レーダーがある。なお、気象庁レーダーサイト所在地は、一等三角点となっている。